# William Keppel, 7. jarl af Albemarle
William Coutts Keppel, 7. jarl af Albemarle KCMG PC (født 15. april 1832, død 28. august 1894), kendt som Viscount Bury mellem 1851 og 1891, var en britisk soldat, hofmand og politiker. 

## Forfædre
William Keppel var søn af George Keppel, 6. jarl af Albemarle, der igen var oldesøn af Anne van Keppel, grevinde af Albemarle. Anne van Keppel var sønnedatter af kong Karl 2. af England.

## Vicekrigsminister
William Keppel var medlem af Underhuset i 1857–1865 og i 1868–1874. Han var medlem af Overhuset i 1876–1894. 
William Keppel var oprindeligt liberal, men blev senere konservativ. 
Under Lord Palmerstons og Lord Russells liberale regeringer i 1859–1866 var han tilknyttet hoffet som Treasurer of the Household. I 1881 blev han frivillig Aide-de-Camp for dronningen.
I 1878–1880 var han vicekrigsminister under Benjamin Disraeli, og i 1885–1886 var han vicekrigsminister under Robert Gascoyne-Cecil, 3. markis af Salisbury.

## Efterkommere
William Keppel var gift med Sophia Mary MacNab. Deres tredje søn (George Keppel) var gift med Alice Keppel, der var Edward 7. af Storbritanniens elskerinde.
George og Alice Keppel fik to døtre. Deres yngste datter (Sonia Rosemary Keppel) blev mor til Rosalind Shand (1921–1994) og mormor til Camilla Shand (født 1947), der er gift med kong Charles 3. af Storbritannien (født 1948). 